# 寧古齊
寧古齊（1771年 - ？），字尚志，号璞斋，乌苏氏，满洲镶白旗人。乾隆壬子年举人，嘉庆壬戌科进士。官至翰林院庶吉士、翰林院编修、春坊左庶子、刑部督捕司郎中。

## 家族
曾祖父索柱，官至直隶天津兵备道；祖父索泰，山西归绥兵备道；父達椿，乾隆庚辰科进士，礼部尚书；胞兄薩彬圖，乾隆庚子科进士，官至侍郎；女儿嫁同榜进士宗室果齊思歡之子，嘉庆甲戌科进士素博通額；姐姐嫁笔帖式觉罗忠赫；妹妹嫁輔國將軍宗室載銘。